# Castelo de Taagepera

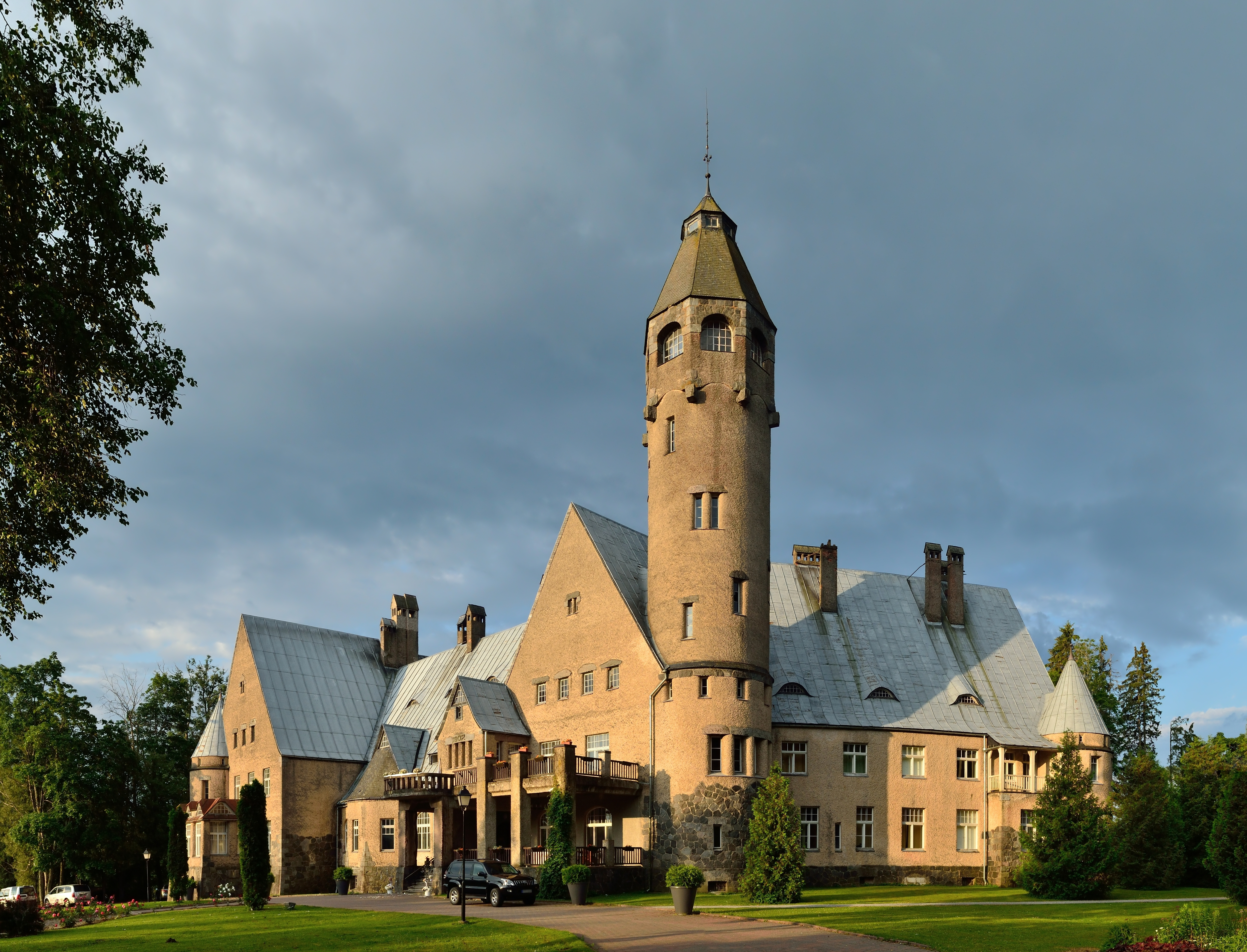
O Castelo de Taagepera.

O Castelo de Taagepera (do original alemão Wagenküll) é uma mansão localizada em Helme Parish, Condado de Valga, Estônia.
Ele foi fundado no século XVI, e no ano de 1674 foi vendida para o prefeito sueco Otto Magnus von Stackelberg. O atual proprietário do terreno é Bernhard Heinrich, que a recebeu de Hugo von Stryk.